# Port-Toulouse
Port-Toulouse était un village acadien situé sur l'île du Cap-Breton, alors connue sous le nom d'île Royale, dans l'actuelle province de la Nouvelle-Écosse, au Canada. Il se trouvait sur le site actuel du village de Saint-Pierre, sur l'isthme qui sépare le lac Bras d'Or de l'océan Atlantique. Le site du village a été reconnu comme lieu spécial par la provincial de la Nouvelle-Écosse en 1985. Il est situé dans le parc provincial Battery.

## Histoire
Après que le traité d'Utrecht (1713) eut donné la partie continentale de l'Acadie à l'Angleterre, la France encouragea l'installation d'Acadiens sur l'île Royale, demeurée française. Port-Toulouse a ainsi été fondé vers 1715 par des Acadiens de Plaisance et de Grand-Pré, qui s'établirent à proximité d'un ancien port de traite fondé vers 1630 par des marchands de La Rochelle et fortifié par Nicolas Denys. Conscients de l'importance stratégique du lieu, les Français construisirent un fort sur le rivage pour protéger Port-Toulouse, qui devint ainsi le port et la base logistique de Louisbourg, situé à 120 km au nord.
Port-Toulouse et son fort furent détruits par les Anglais lorsqu'ils s'emparèrent de l'île du Cap-Breton en 1758.